# Särimner
Särimner (fornvästnordiska Sæhrímnir) är i den nordiska mytologin en galt som i Poetiska Eddan och Snorres Edda utgjorde föda för de stupade krigarna, enhärjarna, i Valhall. Varje dag slaktas galten och fläsket äts upp av krigarna. På kvällen är galten helt återställd och färdig för att åter slaktas.

## Etymologi
Namnet innehåller komponenterna sæ-; ”sjö-”, ”havs-”, och hrímnir; ”sotig”, ”sotfärgad”.